# 韩荣华 (1929年)
韩荣华（1929年12月—2017年1月23日），甘肃人，中华人民共和国政治人物。

## 生平
1949年9月，参加工作，1955年6月，加入中国共产党。1964年5月至1966年12月，历任大庆油田供电指挥所党委书记，大庆油田水电指挥部党委副书记。文化大革命初期受到冲击。1969年12月至1977年9月，历任大庆油田水电指挥部党委副书记，大庆油田钻井指挥部党委书记，大庆油田党委副书记兼政治部主任。1978年6月，任中华全国总工会副主席。1982年9月，任陕西省西安市委副书记。1983年12月，任中国石油化学工会全国委员会主席。1988年2月，任中国职工对外交流中心副会长。2017年1月23日在北京逝世，享年87岁。